# 身见录
《身见录》是最早一部中文欧洲旅行记，著於1721年，作者樊守义，字利和，清康熙帝使者。
康熙四十六年（1707年），康熙帝命樊守义随同法国传教士艾若瑟出使聖座，澄清中国礼仪之争。康熙五十八年（1719年）随艾若瑟东还，途中艾若瑟不幸在好望角舟中病故，樊守义独自归国，六月十三日抵达广州，九月十一日奉诏到热河，叩见康熙帝。康熙六十年（1721年），樊守义将他在欧洲十二年多的见闻，撰写成《身见录》。
《身见录》书稿从未刻印，深藏在梵帝冈图书馆中，二百余年，不为人知。1936年，目录学家王重民在北平出版的《图书季刊》上，发表“罗马访书记”，文中第一次介绍《身见录》这本书。1937年在瑞士伏利堡大学任教的的阎宗临博士，在梵蒂冈宗座图书馆中找出夹在一部名为《名理探》书内的《身见录》手稿14页，便将其拍摄下来。1941年阎宗临将《身见录校注》发表在桂林《扫荡报》的《文史地副刊》。1959年，山西师范学院学报重刊此文。2003年，阎宗临之子阎守成，将此文收入《传教士与法国早期汉学》一书，2007年收入阎宗临《中西交通史》一书。

## 行程
康熙四十六年樊守义随同法国传教士艾若瑟，乘巨舰从澳门启航，“浩浩洋洋，洪无际涯，向西南而昼夜行焉”。在二个月内，经过巴拉哥亚、婆罗洲至马六甲，停船15日，等候季风开航；经盘葛、苏门答腊，入大洋，航行三四月抵达圣萨尔瓦多，在葡萄牙首都里斯本停船三四日，登岸住宿于耶稣会院，并参观天主堂、圣母堂、和多所修道院。修道院附设学校，每校学生数百人，有四年小学，两年中学，三年大学。第三、四日，获葡萄牙国王若昂五世召见，后在葡京停留四个月。康熙四十八年（1709年）正月再启程，经直布罗陀海峡，遇风停留在西班牙安达鲁西亚。再两个月后抵达意大利国境。二月下旬抵达热那亚，有属国科西嘉島。由此取陆路经比萨、锡耶纳，抵达罗马，晋见教宗克勉十一世。艾若瑟和樊守义将康熙皇帝关于铎罗来华、中国礼节问题和西洋教务问题的旨意，详细向教宗克勉十一世呈述。

## 游历
樊守义在意大利九年，先后游览参观了意大利名城，包括罗马圣伯多禄教堂、圣保禄堂、弗拉斯卡蒂、蒂沃利、那波利、卡普阿、维苏威火山、博洛尼亚、摩德纳、帕尔马、帕维亚、米兰、福尔切利、都灵、皮埃蒙特等地。
三百年前樊守义就游历了圣萨尔瓦多，葡萄牙里斯本、西班牙安达鲁西亚和意大利罗马、蒂沃利、那波利、卡普阿、维苏威火山、米兰、都灵、皮埃蒙特等地并記下游记，可称为中国最早的欧洲游记，比李鸿章大使的（《李傅相历聘欧美记》），戴鸿慈大使（《出使九国日记》）等，早了两个世纪。
《身见录》只在清廷内部传阅，未曾刻印。尽管如此，中国历史学家阎宗临，将樊守义与晋法显相比，二人都是平阳府人，法显最早往佛国天竺取经，前后十四年余，著有《佛国记》；樊守义则远渡重洋，出使聖座，前后十二年余，著有《身见录》，具有特殊历史意义。